# Lobophytum pygmapedium
Lobophytum pygmapedium är en korallart som beskrevs av Li 1984. Lobophytum pygmapedium ingår i släktet Lobophytum och familjen läderkoraller. Inga underarter finns listade i Catalogue of Life.